# Csabacsűd
Csabacsűd nagyközség Békés vármegye Szarvasi járásában.

## Fekvése
Magyarország délkeleti, Békés vármegye északnyugati részén, a megyeszékhely Békéscsabától 40, Szarvastól 10 kilométerre fekszik, a Szarvasi járásban (korábban a szarvasi kistérségben). Közigazgatási területe megközelítőleg egy háromszöget formáz, melynek déli oldala majdnem pontosan nyugat-keleti irányban húzódik; a háromszög súlypontjánál található Nagyráta településrész, míg maga Csabacsűd, a település központja a háromszög északi csúcsa közelében fekszik. Szomszédai észak és nyugat felől Szarvas, kelet felől Kardos, délről Nagyszénás, délnyugat felől pedig Eperjes.

### Megközelítése
A település központjának északi szélén végighúzódik a 44-es főút, így ez a leginkább kézenfekvő megközelítési útvonala Budapest-Kecskemét-Szarvas és Békéscsaba felől is. Az M44-es autóút is áthalad a területén, a gyorsforgalmi út legközelebbi lehajtója a községtől bő 2 kilométerre keletre található, Kardos területén. Központját Nagyráta településrésszel a 4417-es út köti össze, de Nagyráta mellett elhalad a Szarvas-Nagyszénás közti 4404-es út is. Állami közútnak minősül még a településen a 44-es főúttal párhuzamos második belterületi utca, a Szabadság utca is, ez a 44 107-es útszámozást viseli.
A települést érinti – a központjának északi szélén elhaladva, majd hosszú szakaszon a község keleti határvonalát kísérve – a MÁV 125-ös számú Mezőtúr–Orosháza–Mezőhegyes–Battonya-vasútvonala, amelynek három megállási pontja is van itt. Mezőtúr vasútállomás felől sorrendben előbb Csabacsűd felső megállóhely, a falumag közvetlen közelében, Csabacsűd vasútállomás a lakott terület keleti szélénél, valamint Kisszénás vasútállomás, a délkeleti határszélen, nem messze Nagyszénás, Kardos és Csabacsűd hármashatárától, de még csabacsűdi területen. Utóbbi állomás csak alsóbbrendű utakon érhető el, a vasút másik két megállási pontja közvetlenül a 44-es főút mellett található, azon érhető el.

## Története
Írásos emlékekben 1444-ben találkozhatunk először a község nevével. Egy 1456-ban kelt oklevél Hunyadi János birtokaként említi a falut, amely 1596-ban teljesen elpusztult. Az újjátelepítés után Csabacsűd a szentandrási uradalom része lett. A helybéliek részt vettek az 1735-ös parasztfelkelésben.
Az 1848–49-es forradalom és szabadságharc leverése után csabacsűdi birtokán bujdosott báró Eötvös József.
Trefort Ágoston a volt vallásügyi- és közoktatási miniszter rövid ideig szintén élt a település környéki birtokán, s tiszteletére a község iskolája 2001. évtől Trefort Ágoston Általános Iskola néven működik. Emlékét dombormű hirdeti az iskola falán.
Az 1944-ben 2200 lelket számláló település dinamikus fejlődését megállította a második  világháború.
A II. világháború után a falu újjátelepült. Napjainkban Csabacsűd Békés vármegye egyik leggondozottabb települése.

## Közélete

### Polgármesterei
- 1990–1994: Frankó János (független)[3]
- 1994–1998: Frankó János (független)[4]
- 1998–2002: Frankó János Mihály (független)[5]
- 2002–2006: Frankó János Mihály (független)[6]
- 2006–2009: Frankó János Mihály (független)[7]
- 2010–2010: Molnár József (független)[8]
- 2010–2014: Molnár József (Fidesz-KDNP)[9]
- 2014–2019: Molnár József (Fidesz-KDNP)[10]
- 2019–2024: Molnár József (Fidesz-KDNP)[11]
- 2024– : Molnár József (Fidesz-KDNP)[1]

A településen 2010. január 10-én időközi polgármester-választást tartottak, az előző polgármester lemondása miatt.

## Népesség
| Lakosok száma | 1860 | 1816 | 1764 | 1640 | 1614 | 1593 | 1600 |
|               | 2013 | 2014 | 2015 | 2021 | 2022 | 2023 | 2024 |

2001-ben a település lakosságának 95%-a magyar, 5%-a szlovák nemzetiségűnek vallotta magát.
A 2011-es népszámlálás során a lakosok 86,9%-a magyarnak, 12,2% szlováknak mondta magát (13,1% nem nyilatkozott; a kettős identitások miatt a végösszeg nagyobb lehet 100%-nál). A vallási megoszlás a következő volt: római katolikus 9%, református 2%, evangélikus 33,5%, görögkatolikus 0,4%, felekezeten kívüli 33,1% (21,6% nem nyilatkozott).
2022-ben a lakosság 92,1%-a vallotta magát magyarnak, 13% szlováknak, 0,1-0,1% németnek, románnak, ruszinnak és cigánynak, 2,2% egyéb, nem hazai nemzetiségűnek (7,8% nem nyilatkozott; a kettős identitások miatt a végösszeg nagyobb lehet 100%-nál). Vallásuk szerint 24,9% volt evangélikus, 7% római katolikus, 2,4% református, 0,3% görög katolikus, 0,2% egyéb keresztény, 0,2% egyéb katolikus, 24,6% felekezeten kívüli (40,1% nem válaszolt).

## Nevezetességei
- Alkotmány tér
- Czárán-kút
- Túzokkakasszobor[16]

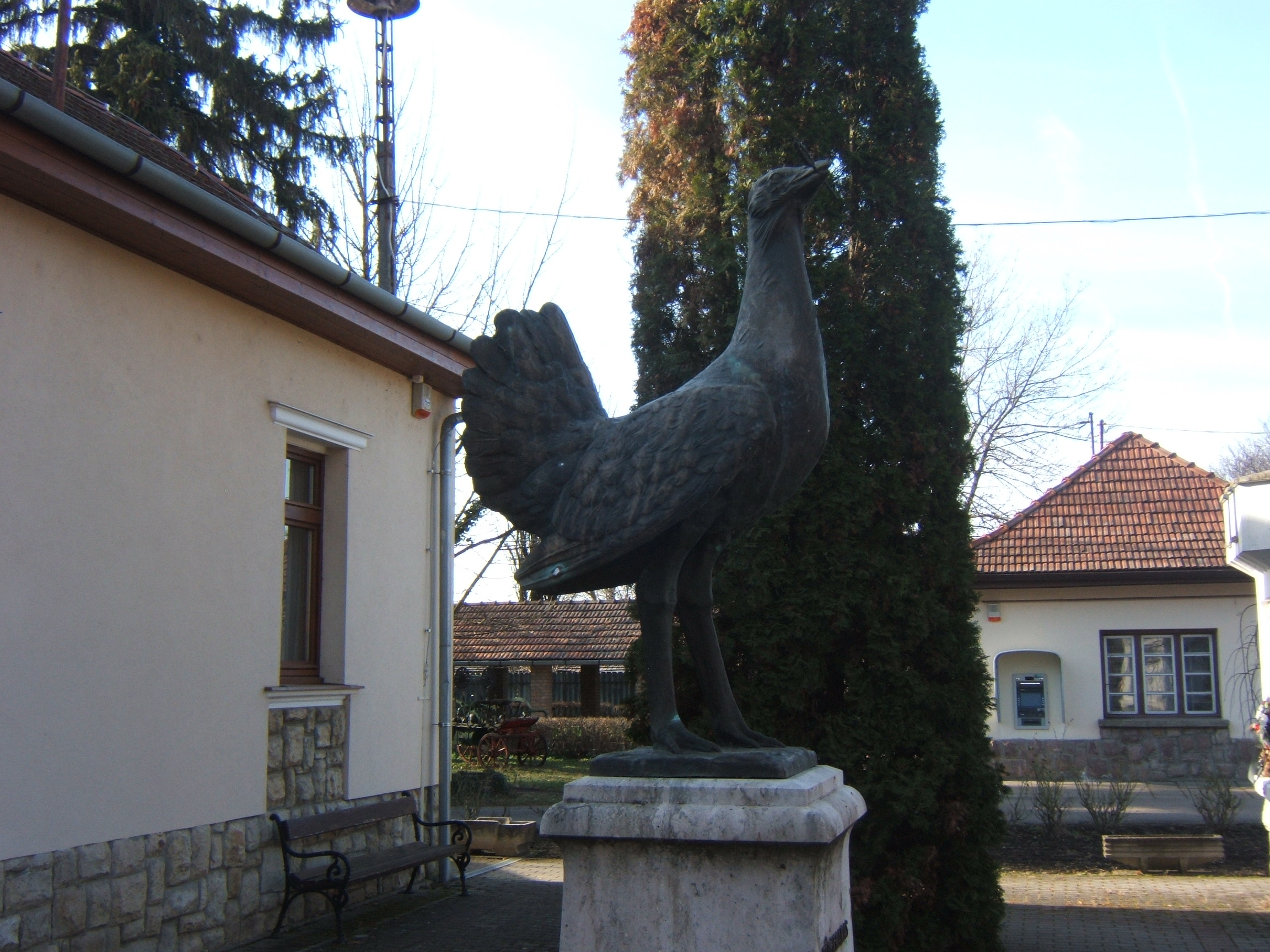
A túzokszobor

- Ybl Miklós által tervezett magtár (1867)
- vadászturizmus

## Itt születtek, itt éltek
- Boczkó Dániel kormánybiztos itt hunyt el 1870. szeptember 9-én.
- Griger György kertész, dísznövénynemesítő itt született 1879. december 6-án.
- Csabacsüdy János községi főjegyző 1939. november 21-én itt hunyt el.
- Keresztényi Dezső
- Kiszely Orsolya Eszter - népi iparművész
- Dr. Lohr Gyula
- Torda Lajos
- Kiss Lenke - (1951. október 8. –) 328-szoros válogatott, négyszeres magyar bajnok kosárlabdázó.
- Jurák Andrea kétszeres paralimpiai ezüstérmes vívó - gyerekkorának egy részében itt élt.